# Ankeny, Iowa
Ankeny är en stad i Polk County i delstaten Iowa, USA med 42 287 invånare (2008).